# Koibumi
Koibumi (恋文, Carta d'amor) és una pel·lícula dramàtica japonesa en blanc i negre dirigida per Kinuyo Tanaka sobre un guió de Keisuke Kinoshita basat em un conte Fumio Niwa, i que fou estrenada el 1953. Fou produïda i distribuïda per Shintōhō.

## Sinopsi
Reikichi Mayumi viu amb el seu germà Hiroshi a Tòquio. És un home taciturn marcat per la guerra a diferència del seu germà petit ple de vida i energia que es guanya la vida comprant i revenent llibres. Reikichi passa els seus dies buscant entre multituds d'espectadors la seva estimada de la infància, Michiko. Durant la guerra, els pares de la Michiko la van obligar a casar-se i ella li va enviar una carta de comiat en la qual li confessa el seu amor i desesperació per haver de casar-se amb un altre. En tornar de la guerra, Reikichi es va assabentar de la mort del marit de la Michiko, però li va perdre la pista i des d'aleshores l'ha estat buscant.
Així és com coneix en Naoto Yamaji, un antic camarada de la Marina, que el convida a treballar amb ell a Shibuya. Naoto Yamaji és un escriptor públic, escriu cartes en anglès a soldats estatunidencs retornata en nom de dones joves que busquen extorsionar diners als seus antics amants. Reikichi accepta treballar amb Naoto. El seu germà està lluitant per obrir una botiga de llibres i revistes de segona mà a pocs passos.
Un dia, mentre en Reikichi dorm a la botiga d'en Naoto, el desperta la veu d'una dona que demana que escrigui una carta a un soldat nord-americà que no li ha pagat res des de la mort del seu fill. En el seu mig son, Reikichi reconeix aquesta veu i corre a la recerca de Michiko a qui finalment troba després de cinc anys. Però en escoltar-la s'enfada, critica durament la Michiko per no haver-lo buscat quan va morir el seu marit, per tenir un fill amb un americà i la seva falta d'orgull de reclamar tants diners. Tots dos marxen després d'aquestes paraules agres.
Hiroshi que entén el motiu de la desesperació del seu germà decideix fer-ho tot perquè torni a veure en Michiko. Naoto troba la seva adreça i coneix la Michiko. Accepta tornar a veure en Reikichi quan trobi una feina i una situació més dignes. Però quan arriba el moment, Reikichi no va a la cita organitzada pel seu germà. Naoto el rebutja durament i el convenç d'anar-hi però arriben massa tard. Desesperada, la Michiko es llança sota un cotxe. Quan se n'assabenta, en Reikichi marxa a l'hospital per trobar-la.

## Repartiment
- Masayuki Mori: Reikichi Mayumi
- Yoshiko Kuga: Michiko Kubota
- Jūkichi Uno: Naoto Yamaji

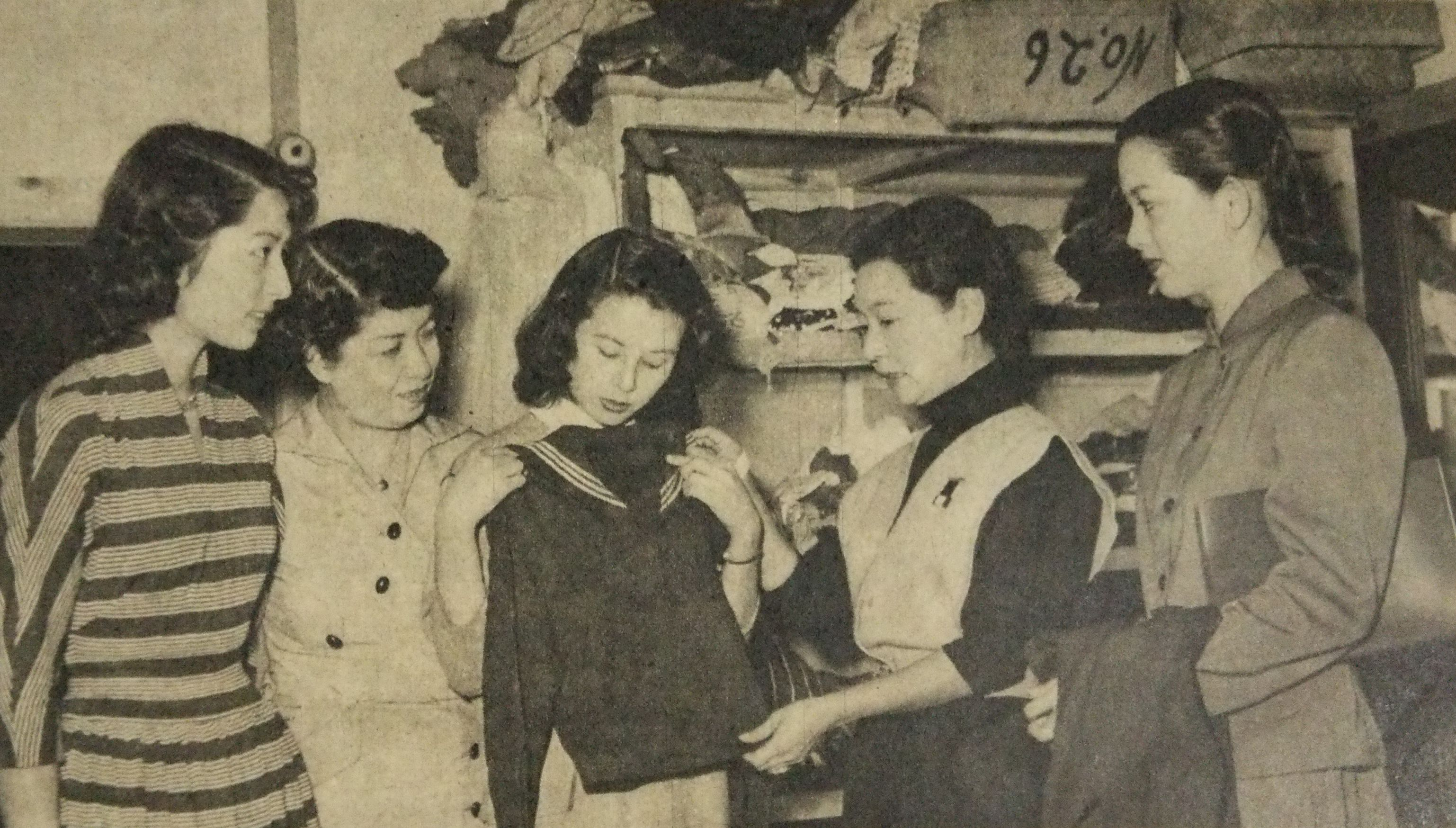
Al plató de rodatge, de dreta a esquerra: Kyōko Kagawa, Kikuko Hanaoka, Yoshiko Kuga, Kinuyo Tanaka i Chieko Seki

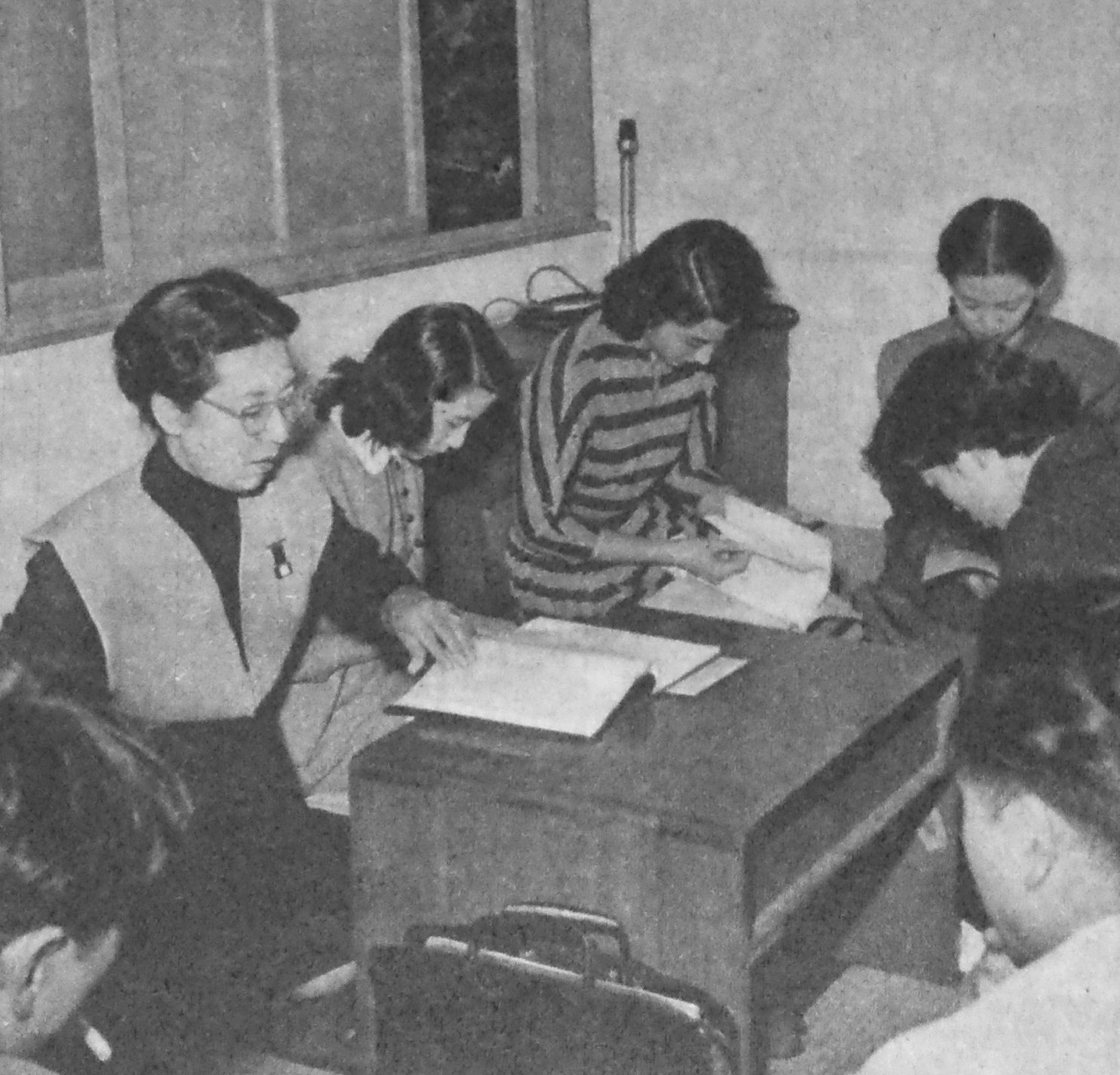
Rodatge de la pel·lícula

- Jūzō Dōsan: Hiroshi Mayumi, germà de Reikichi
- Shizue Natsukawa: la mare de Reikichi i de Hiroshi
- Kyōko Kagawa: Yasuko
- Yoshiko Tsubouchi: la mare de Michiko
- Chieko Nakakita: Mary, una prostituta
- Chieko Seki: una clienta de Naoto Yamaji
- Kinuyo Tanaka: una clienta de Naoto Yamaji
- Ranko Hanai: proprietari del restaurant
- Chishū Ryū: un client del restaurant Peter's
- Kuniko Igawa
- Yaeko Izumo
- Kōji Mitsui
- Minoru Takada
- Kikuko Hanaoka
- Shūji Sano

## Producció
Kinuyo Tanaka és la primera dona japonesa de la postguerra que es posa darrere de la càmera. Koibumi és la primera de les seves sis pel·lícules. Abans d'ella, l'única cineasta dona va ser Tazuko Sakane que va rodar principalment curtmetratges documentals de 1936.
En referència a les escenes durant les quals Reikichi intenta trobar Michiko a Shibuya (plaça i estació de metro), el crític Enrique Seknadje escriu: "Tanaka té la meravellosa idea de filmar el protagonista diversos vegades al costat de l'estàtua de bronze erigida l'any 1934 en honor al gos Hachikō que es considera que havia acompanyat i esperat el seu amo diàriament a l'estació, fins i tot després de la seva mort el 1925".

## Distincions
Premis
- 1954: premi Blue Ribbon al millor guió per Keisuke Kinoshita (conjuntament per Magokoro i Nihon no higeki)[4]
- 1954 : premi Mainichi al millor guió per Keisuke Kinoshita (conjuntament per Magokoro i Nihon no higeki)[5]

Nominacions
- 7è Festival Internacional de Cinema de Canes: Koibumi formà part de la selecciò oficial.[6]